# Attenhoven (Holsbeek)

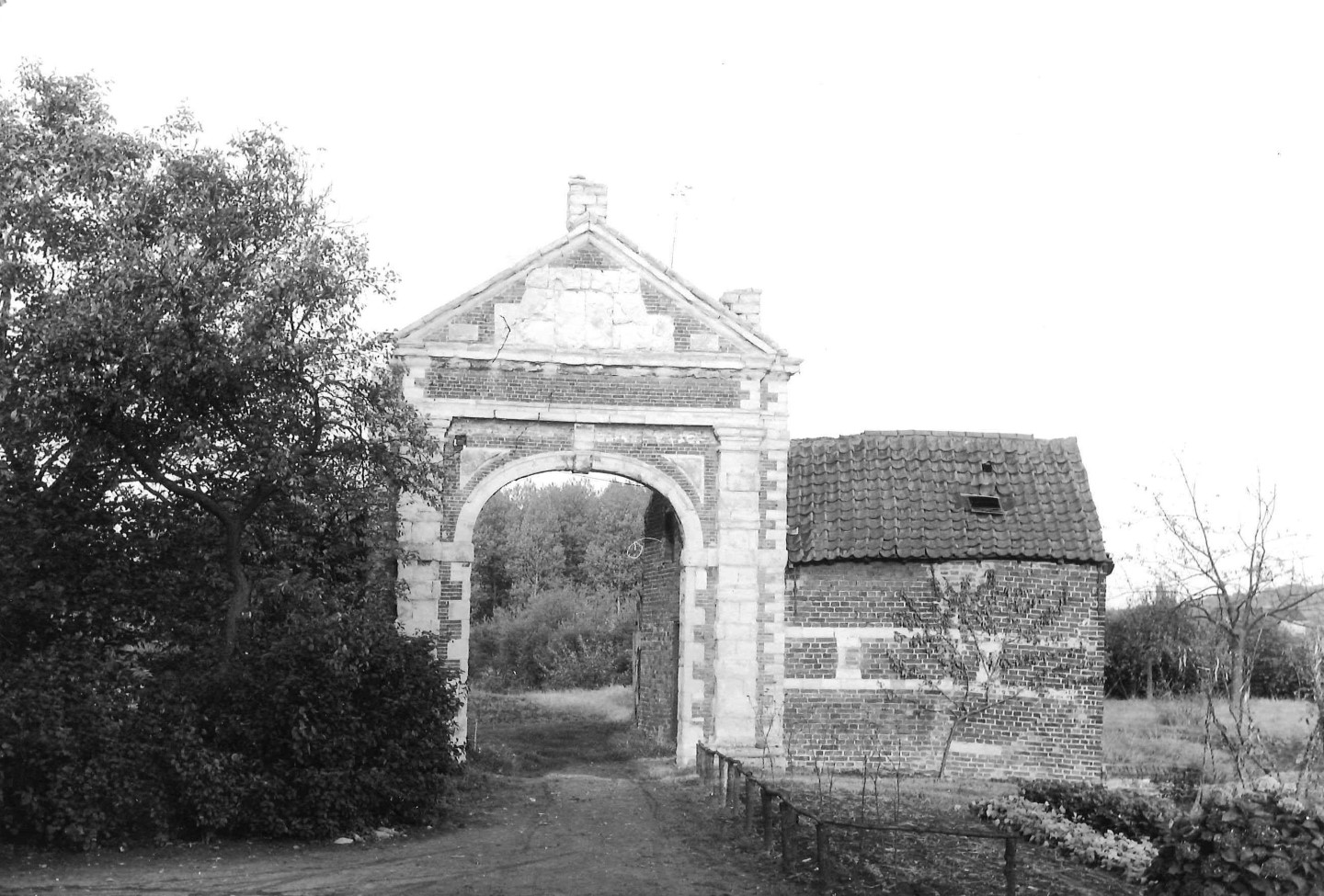
Poort van Kasteel van Attenhoven

Attenhoven is een wijk van de Vlaams-Brabantse plaats Holsbeek.
De wijk behoort tot de Leuvense agglomeratie en wordt gekenmerkt door veel infrastructuur zoals een spoorwegknooppunt, de autosnelweg A2 en de autoweg N19. Ten oosten van Attenhoven bevindt zich de Kesselberg.
De wijk kreeg in 1934 een eigen kapel, school en verenigingsgebouw, werd in 1942 verheven tot zelfstandige parochie en in 1969 kreeg hij de beschikking over een eigen kerkgebouw, de Sint-Caroluskerk.
In Attenhoven ligt het Domein van Tilt en er zijn nog enkele overblijfselen van het Kasteel van Attenhoven, zoals een poort.

## Nabijgelegen kernen
Holsbeek, Wilsele-Putkapel, Wilsele, Kessel-Lo